# Наша Украина (партия)
«На́ша Украи́на» (укр. Наша Україна) — украинская правоцентристская политическая партия, созданная 5 марта 2005 года в поддержку президента Украины Виктора Ющенко, избранного почётным лидером партии.

## Ранняя история
Учредительный съезд Народного Союза «Наша Украина», который представлял собой партию сторонников Президента Виктора Ющенко, прошёл 5 марта 2005.
В её состав вошли руководители почти всех крупнейших украинских ведомств. Председателем совета партии избран вице-премьер Роман Бессмертный, его заместителем стал глава Совета национальной безопасности и обороны Украины Пётр Порошенко. В совет партии вошли ключевые министры, губернаторы, городской голова Киева Александр Омельченко и государственный секретарь Украины Александр Зинченко. (Примечание: должности даются на момент проведения учредительного съезда.)
Сам Виктор Ющенко на учредительном съезде был избран почётным председателем партии. Тогда же ему в торжественной обстановке вручили партбилет № 1. В дальнейшем Ющенко дистанцировался от деятельности партии.
22 октября 2005 года было учреждено молодёжное крыло Народного союза «Наша Украина» — «Молодёжный Союз Наша Украина» — Всеукраинская молодёжная общественная организация.
II съезд НСНУ прошёл в два этапа. 12 ноября 2005 года в ходе первого этапа Президент вынес предложение о кадровых изменениях в руководстве партии, однако оно не было поддержано. 3 декабря на второй этап II съезда НСНУ Виктор Ющенко не прибыл, проигнорировав приглашение.

## Парламентские выборы 2006 года
В преддверии парламентских выборов, 25 ноября 2005 состоялся учредительный съезд предвыборного пропрезидентского блока «Наша Украина». В него вошли, собственно, Народный союз «Наша Украина», Народный рух Украины, Христианско-демократический союз, Украинская республиканская партия «Собор», Конгресс украинских националистов и Партия промышленников и предпринимателей Украины.
Лидером избирательного списка партии стал премьер-министр Украины Юрий Ехануров.
На выборах в Верховную раду Украины блок занял лишь третье место, уступив Партии регионов и БЮТ. Блок «Наша Украина» набрал 13,95 % (3 539 140) голосов и получил 81 из 450 мест в парламенте.
Лидеры выборов по округам:
Результаты «Нашей Украины» по округам:
Максимальную поддержку блок получил на Западной Украине, в Ивано-Франковской области (45,06 %). Минимальная поддержка в Донецкой области (1,41 %). Подробнее см. здесь.

## Создание и развал «оранжевой» коалиции
Первые три месяца, прошедшие после парламентских выборов, ушли на создание «оранжевой» правительственной коалиции. Быстрому достижению договорённости мешали претензии Юлии Тимошенко на пост премьер-министра и Александра Мороза — на пост председателя Верховной рады. Наконец 22 июня 2006 было официально объявлено о результатах переговоров трёх политических сил, вошедших в коалицию, и распределении между ними ключевых постов. В «оранжевую» коалицию вошли БЮТ, Народный Союз «Наша Украина» и СПУ.
Согласно коалиционному соглашению, блок «Наша Украина» получал пост председателя Верховной Рады (Пётр Порошенко) и контроль над силовым блоком, внешней и оборонной политикой. Между членами коалиции были распределены и все руководящие посты в Верховной раде.
Однако Партия регионов и Коммунистическая партия Украины, не получившие ни одного руководящего поста, прибегли к блокированию зала заседаний Рады для того, чтобы не допустить «пакетного» голосования по кандидатурам премьер-министра и председателя Верховной рады, которое, по мнению «оранжевой» коалиции, должно было закрепить достигнутые межпартийные договорённости.
Участники «оранжевой» коалиции через некоторое время, под давлением президента Виктора Ющенко, оказались вынуждены пойти на переговоры с оппозицией для достижения некоего компромисса. Лишь к 6 июля 2006 года было достигнуто компромиссное соглашение, однако в ходе выдвижения кандидатур на пост председателя Верховной рады Александр Мороз неожиданно выставил свою кандидатуру против кандидатуры Петра Порошенко и одержал победу, получив поддержку фракции Партии регионов, КПУ и большинства членов СПУ. Фракции «Нашей Украины» и Блока Юлии Тимошенко в выборах председателя участвовать отказались, обвинив Мороза в предательстве и развале коалиции.

## Попытка формирования «Коалиции национального единства»
7 июля 2006 года было подписано соглашение о создании новой, «антикризисной», коалиции парламентского большинства, в которую вошли Партия регионов, Социалистическая партия Украины и Коммунистическая партия Украины. Александр Мороз отозвал свою подпись под соглашением о создании «оранжевой» коалиции, которая, таким образом, прекратила своё существование, не продержавшись и двух недель. Первым же шагом нового блока стало выдвижение кандидатуры Виктора Януковича на пост премьер-министра. Юлия Тимошенко потребовала от президента Виктора Ющенко распустить Верховную раду. Ющенко же призвал после встречи с Александром Морозом к формированию так называемой широкой коалиции с участием «Нашей Украины».
Представители фракции «Наша Украина» возглавили комитеты Верховной рады:
- по вопросам европейской интеграции (Борис Тарасюк),
- по вопросам ТЭК, ядерной политики и ядерной безопасности (Николай Мартыненко),
- по вопросам законодательного обеспечения правоохранительной деятельности (Владимир Стретович),
- по вопросам национальной безопасности и обороны (Анатолий Кинах),
- по вопросам финансов и банковской деятельности (Пётр Порошенко).

Весь июль Виктор Ющенко отказывается вносить в парламент кандидатуру одного из своих главных политических оппонентов, Виктора Януковича, на пост премьер-министра — кроме того, Ющенко не устраивает то, что его партия Народный союз «Наша Украина» таким образом не будет представлена в правительственной коалиции. Время от времени президент угрожает роспуском Верховной рады — но, по-видимому, его останавливает понимание того, что рейтинг «Нашей Украины» падает — согласно опросам, в случае проведения новых выборов Партия регионов может набрать больше голосов, чем объединённый блок «Нашей Украины» и БЮТ. Это же понимание позволяет Януковичу действовать с позиции силы и отказываться идти на какие бы то ни было уступки.
В конце концов президент предлагает всем парламентским партиям подписать «Универсал национального единства» — документ, которым были бы закреплены принципы деятельности нового правительства.
3 августа 2006 года в секретариате президента Ющенко состоялось торжественное подписание Универсала национального единства. Универсал подписали лидеры всех парламентских фракций, кроме лидера БЮТ Юлии Тимошенко.
3 августа 2006 года Виктор Ющенко внёс на утверждение Верховной рады кандидатуру Виктора Януковича на пост премьер-министра. Вечером 4 августа 2006 года Верховная рада Украины её утвердила. За Януковича единогласно проголосовали члены фракции Партии регионов, практически полностью фракции КПУ и СПУ и лишь менее половины фракции «Наша Украина».
Накануне голосования существовала опасность раскола «антикризисной» коалиции — КПУ отказывалась принимать участие в голосовании, протестуя против вхождения в коалицию «Нашей Украины», а большинство членов «Нашей Украины» заявили, что в коалицию войдут, но голосовать за Януковича не станут.
Кроме того, СПУ и КПУ обнаружили, что Партия регионов и «Наша Украина» без их согласия внесли исправления в первоначальный текст коалиционного соглашения, подписанный при формировании антикризисной коалиции:
- опущено положение о моратории на продажу земли,
- изменён механизм формирования коалиции — ранее её формировали депутатские фракции, а в новой редакции оказалось предусмотрено индивидуальное членство,
- опущено положение, дающее каждой фракции, входящей в коалицию, право вето при подготовке решений.

Не все партии, входящие в блок «Наша Украина», поддержали решение о вхождении в правительственную коалицию с коммунистами и социалистами. Так Христианско-демократический союз (ХДС) заявил, что его депутаты не войдут в широкую коалицию в связи с «категорическим идеологическим неприятием» этих политических сил. Потеря ХДС для будущей коалиции не критична, поскольку эта партия в парламенте представлена лишь тремя депутатами. Однако позицию ХДС поддерживают также члены других партий, входящих во фракцию «Наша Украина» — в частности, ряд членов Народного руха Украины. Из 13 депутатов-членов НРУ пять проголосовали за утверждение кандидатуры Януковича, двое — против, шестеро не голосовали.
Президиум и политсовет «Нашей Украины» покинул известный в прошлом сторонник Виктора Ющенко, депутат Верховной Рады Александр Морозов, являющийся также главой «Ощадбанка». Таким образом он выразил своё несогласие с тем, что в новом кабинете министров «Нашей Украине» досталось мало портфелей.
В то же время член фракции «Наша Украина», лидер партии «Собор» Анатолий Матвиенко сообщил, что его партия решила войти в широкую коалицию, «так как нужно влиять на ситуацию в государстве, а не высказывать какие-то заявления».
9 августа 2006 года председатель Верховной рады Александр Мороз обвинил представителей фракции «Наша Украина» в попытке политического уничтожения СПУ. По его утверждению, «Наша Украина» участвовала в создании «оранжевой» коалиции исключительно с целью её развала, чтобы ничто не мешало формированию большинства в партнёрстве с Партией регионов после того, как БЮТ был бы выведен из политической игры, а СПУ — уничтожена политически.
По словам Александра Мороза, этот сценарий предполагалось реализовать, обвинив СПУ в необоснованных претензиях на пост председателя парламента. В таких условиях, по его мнению, подписание Соцпартией 6 июля соглашения о создании «антикризисной» коалиции в составе фракций СПУ, Партии регионов и КПУ было «полностью обусловленным».
С версией Мороза полностью согласился заместитель председателя фракции Партии регионов Евгений Кушнарёв. По его словам, «сейчас уже никто не скрывает, что в определённое время „Наша Украина“ вела двойные переговоры: с одной стороны, о создании „оранжевой“ коалиции, с другой — коалиции с Партией регионов».
В течение августа — сентября 2006 «Наша Украина» вела переговоры об участии в широкой правительственной коалиции. Эти переговоры, однако, не привели к соглашению, и 4 октября лидер парламентской фракции «Наша Украина» Роман Бессмертный заявил, что НСНУ переходит в оппозицию к действующему правительству Виктора Януковича и широкой правительственной коалиции и отзывает своих министров из правительства: «Пусть министры слагают свои полномочия или пусть слагают членство в партии и идут как внепартийные».
«Наша Украина» намерена вести консультации о возможности вхождения в межфракционную парламентскую оппозицию, которую возглавляет Юлия Тимошенко. Для сотрудничества с БЮТ лидер «Нашей Украины» предложил создать конфедерацию «Европейская Украина». Юлия Тимошенко заявила, что не собирается делиться с «Нашей Украиной» статусом главной оппозиционной силы, а тем более подписывать какие-либо соглашения.
О переходе в оппозицию заявил и лидер Народного руха Украины, министр иностранных дел Борис Тарасюк.
5 октября Виктор Ющенко после консультаций с представителями «Нашей Украины» и Партии регионов заявил, что переговоры между этими политическими силами должны быть возобновлены.
6 октября руководитель секретариата президента Виктор Балога заявил, что в ближайшее время Виктор Ющенко может уйти с поста почётного председателя Народного союза «Наша Украина».

## Очищение рядов
17 октября НСНУ официально ушёл в оппозицию и призвал своих министров подать в отставку. Лидер парламентской фракции «Наша Украина» Роман Бессмертный, выступая в Верховной раде, подверг резкой критике политику Виктора Януковича: «В последние два месяца мы стали свидетелями того, как происходит слом внешнего курса Украины, который был поддержан украинским народом на выборах президента Виктора Ющенко… Разрушаются процессы интеграции в ВТО, фактически остановлены программы сотрудничества Украины и Евросоюза… Претерпевает коренную ломку вступление Украины в евро-атлантическое сообщество… В таких условиях „Наша Украина“ вышла из переговорного процесса, мы в оппозиции, и наши министры покидают правительство».
18 октября Виктор Ющенко провёл экстренное совещание с министрами, назначенными по квотам президента и фракции «Наша Украина». Согласно достигнутым договоренностям, министр обороны Анатолий Гриценко и министр иностранных дел Борис Тарасюк остаются работать в правительстве Виктора Януковича.
21 октября прошёл первый этап III съезда партии, на котором выступил один лишь Виктор Ющенко, подвергший руководство партии жёсткой критике за то, что после президентских выборов оно не смогло выработать «чёткую, простую и ясную идею своей деятельности»: «Единственной идеей, которую руководство партии повторяло как заклинание, была фраза: „Мы — партия президента“. Я это знаю и уважаю, но хочу сказать, что этого мало… Если взять последние три квартала, то серьёзно пострадал авторитет партии и её популярность… Я не хочу, чтобы партия превратилась в какое-то закрытое акционерное общество, где главные акционеры монопольно могут решать, что нужно партии, а на самом деле преследуют собственные интересы или близкие к собственным». Виктор Ющенко заявил, что «партийное строительство административным образом — сверху вниз» привело к тому, что партийные организации во многих областях существуют только на бумаге, а сам НСНУ фактически стал придатком властных структур.
Ющенко подверг критике переход партии в оппозицию: «Моя позиция — это политическая консолидация с разными силами, в том числе Партией регионов, Соцпартией, парламентскими и внепарламентскими силами… Быть или не быть в оппозиции, будет зависеть от того, насколько тема консолидации будет принята нашими партнёрами и союзниками».
Заканчивая выступление, Виктор Ющенко предложил провести съезд в два этапа — в первой части создать рабочие группы по формированию новых руководящих органов и внесению изменений в уставные документы партии, а во второй — рассмотреть и одобрить подготовленные предложения.
После выступления президента Роман Бессмертный объявил о трёхнедельном перерыве в работе съезда.
11 ноября прошёл второй этап III съезда партии. На нём, в частности, было поддержано решение руководства партии о переходе в оппозицию. 7 декабря политсовет партии избрал главой НСНУ Виктора Балогу.
19 декабря глава исполкома Народного союза «Наша Украина» Роман Бессмертный заявил, что слагает с себя полномочия руководителя парламентской фракции «Наша Украина», который он занимал с 25 мая 2006. Это решение было принято под давлением со стороны Виктора Балоги.
31 марта 2007 года прошёл IV съезд партии. На нём новым главой партии был избран Вячеслав Кириленко.
В сентябре 2010 года новым председателем «Нашей Украины» был избран бывший глава Службы безопасности Украины (СБУ) Валентин Наливайченко. Ющенко остался её почётным председателем.

## Политический кризис и внеочередные парламентские выборы (2007)
16 апреля 2007 года, в ходе политического кризиса на Украине, прошёл первый этап V съезда партии «Наша Украина». На нём было решено идти на парламентские выборы самостоятельно и был принят избирательный список партии в алфавитном порядке. Время проведения второго этапа должно быть установлено политсоветом партии. 14 мая второй этап V съезда дал те же результаты.
5 июля 2007 года «Наша Украина» создала предвыборный блок «Наша Украина — Народная самооборона» вместе со следующими партиями: Вперёд, Украина!, Народный рух Украины, Христианско-демократический союз, Украинская республиканская партия «Собор», Конгресс украинских националистов, Европейская партия Украины, Украинская народная партия, Партия защитников Отечества и Гражданская партия «Пора». Позднее Конгресс украинских националистов вышел из состава блока.
По итогам выборов блок «Наша Украина — Народная самооборона» занял третье место, получив 14,15 % (72 места в парламенте), хотя претендовал на 20 % и больше 100 кресел в парламенте.
27 декабря 2008 года прошёл II этап VI съезда партии. На нём новым главой партии был избран Виктор Ющенко.
24 сентября 2010 года в Киеве состоялся IX съезд политической партии «Наша Украина». В работе съезда приняли участие 1 118 делегатов из 1 343, избранных местными партийными организациями. Съезд партии утвердил состав политсовета в количестве 140 человек. Валентин Наливайченко был избран председателем политсовета. На этой должности Валентин Наливайченко сменил Веру Ульянченко. Заместителями председателя политсовета партии выбраны Андрей Парубий, Владимир Огрызко и Валентина Королькова.

## Президентские выборы 2010 года
Лидер партии Наша Украина, действующий президент Украины Виктор Ющенко принял участие в президентских выборах 2010 года, участвуя как самовыдвиженец. По разным социологическим опросам Виктор Ющенко набирал от 4 до 8 % голосов избирателей. Согласно результатам выборов Ющенко набрал 5,45 % голосов избирателей или 1 341 539 действительных голосов. Выступая на IX съезде партии «Наша Украина» по поводу президентских выборов 2010 года, Виктор Ющенко заявил:

«За последние 5 лет мы пережили и большую победу, и большое поражение. В 2010 году проиграл конкретный человек, проиграл я. Не проиграли миллионы украинцев, не проиграли вы»

## Региональные выборы 2010 года
На региональных выборах 2010 года партия «Наша Украина» получила поддержку 2,3 % избирателей. Наилучшие результаты партия показала в Ивано-Франковской области (3 место) и Львовкой области (3 место). Наша Украина представлена в 15 областных советах Украины. Несмотря на то, что многие оппозиционные партии не признали итоги местных выборов, партия «Наша Украина» объявила, что признаёт результаты местных выборов и оспаривать их в суде не будет. Об этом сообщил лидер партии, экс-президент Виктор Ющенко. Все нарушения, допущенные в эти дни, экс-президент объяснил несовершенством избирательного законодательства.

## Парламентские выборы 2012 года
В ноябре 2011 года, почти за год до парламентских выборов 2012 года, партия «Наша Украина» начала переговоры с Украинской народной партией, Конгрессом украинских националистов и Украинской платформой «Собор» относительно объединения в единую партию.
В начале июня 2012 года партия «Наша Украина» решила идти на выборы во главе с экс-президентом Виктором Ющенко. Ранее в прессе появилась информация о том, что экс-президент пойдёт на выборы по мажоритарному округу в Тернополе, в других источниках — по одному из мажоритарных округов во Львовской области.
В конце мая 2012 года, председатель политсовета партии «Наша Украина» Валентин Наливайченко подал в отставку с занимаемого поста и приостановил своё членство в партии. Наливайченко пошёл на «индивидуальное членство» в Объединённой оппозиции «Батькивщина», а впоследствии победил в праймериз кандидатов в депутаты от оппозиции, которые состоялись в Зборовском округе Тернопольской области 24 июня 2012 года .
25 июня 2012 года, лидер Украинской платформы «Собор» Павел Жебривский сообщил, что его партия выходит из переговорного процесса об объединении с партиями «Наша Украина» и Украинской народной партией.
26 июня 2012 года председатель «Нашей Украины» Виктор Ющенко объявил о достижении договоренности с Украинской народной партией и Конгрессом украинских националистов относительно совместного участия в парламентских выборах 2012 года. К объединению присоединились также около 30 общественных организаций.
7 июля 2012 года прошёл Форум патриотических сил Украины, на котором председатели «Нашей Украины», Конгресса украинских националистов и Украинской народной партии вместе с лидерами более 30 общественных организаций должны также подписали декларацию об объединении. При регистрации кандидатов в народные депутаты название объединения, возможно, будет сформулировано, как "Союз патриотических сил «Наша Украина».
27 июля 2012 года «Наша Украина» избрала председателем политсовета партии Сергея Бондарчука.
31 июля 2012 года прошёл XI съезд «Нашей Украины», в ходе которого партия утвердила кандидатов в депутаты по спискам и одномандатным округам. Избирательный список возглавил Президент Украины (2005—2010) Виктор Ющенко. В первую пятёрку также вошли депутат НУ-НС, лидер Украинской народной партии Юрий Костенко, экс-глава правления НАК «Нафтогаз Украины» Алексей Ивченко, пресс-секретарь Ющенко Ирина Ванникова и председатель политсовета «НУ» Сергей Бондарчук. Во второй пятёрке — Михаил Дорошенко, лидер Конгресса украинских националистов Степан Брацюнь, заместитель председателя УНП Ярослав Джоджик, «нашеукраинцы» Зиновий Шкутяк и Григорий Омельченко. Из партийного списка исключили экс-главу секретариата «Нашей Украины» Веру Ульянченко.
После съезда Виктор Ющенко заявил, что его политсила может набрать 10 % голосов избирателей, провести, как минимум, в парламент 30 представителей по избирательным спискам и ещё столько же по мажоритарным округам.
По результатам выборов за партию «Наша Украина» проголосовали 226 492 избирателей или 1,11 %, не преодолев избирательный барьер в 5 %. Ни один из кандидатов-мажоритариев также не будет представлять НУ в Верховной Раде.

## Информация о роспуске
9 февраля 2013 года глава политсовета «Нашей Украины» Сергей Бондарчук объявил об исключении Виктора Ющенко из партии Киевской городской организацией «Нашей Украины». В этот же день политсовет НУ под председательством Виктора Ющенко уволил Сергея Бондарчука с должности председателя политсовета. 
 И. о. председателя политсовета партии был назначен Зиновий Шкутяк.
XII съезд партии «Наша Украина», прошедший 2 марта 2013 года под председательством Сергея Бондарчука, принял решение о самороспуске партии. В то же время пресс-секретарь партии Ирина Ванникова, представляющая председателя Виктора Ющенко, заявила, что данный съезд не легитимен, а «настоящий» будет проведён 18 мая. Однако 15 мая 2013 года президиум политсовета «Нашей Украины» принял решение о проведении съезда партии на четвёртую четверть 2013 года.
28 сентября 2013 года председателем политсовета партии «Наша Украина» была избрана Ирина Ванникова.